# Procesuální archeologie
Procesuální archeologie (také  nová archeologie) je teoretický směr v archeologii, který vznikl počátkem 60. let v USA, jako reakce na kulturně-historický přístup. Jeho zastánci věří, že důslednou aplikací vědeckých metod jsme schopni za archeologickým záznamem postihnout a rekonstruovat živou kulturu. Procesualismus do archeologie vnesl principy a myšlenky inspirované přírodními vědami, přijal za svoji jejich systematičnost a rozvinul tak metodologický potenciál celé vědy. Součástí archeologického bádání se staly statistika, modelování dat, chemické a fyzikální analýzy, inovovány byly metody stratigrafie a exkavační techniky. Procesualisté tak navázali těsnější vazby s empirickými vědami, zejména s antropologií. Věnovali se především studiu ekonomických faktorů, technologie, ekologie a sociální organizace.
Pojmy, se kterými se v rámci procesualismu často operuje jsou deduktivní přístup, teorie středního dosahu, analogie a kulturní evoluce.

## Deduktivní přístup
Deduktivní přístup je proces, ve kterém vycházíme z obecných předpokladů, přes konkrétní předpoklady k určitým závěrům. Jeho hlavní princip spočívá ve vytvoření a testování hypotéz pomocí empirických dat, čímž se liší od induktivního přístupu, který nejdříve zpracovává samotná data a až poté podle nich vytváří obecné hypotézy. Tato metoda se rozvinula v první polovině 20. století na základě práce dvou přírodovědců, a to Carla Gustava Hempela a Paula Oppenheima. Pro potřeby archeologie ji v 70. letech přeformuloval John M. Fritz a Fred T. Plog. Důležité pojmy využívané v tomto modelu jsou:
Zákon: Prohlášení o vztazích mezi dvěma nebo více proměnnými, které platí v každém čase a prostoru.
Hypotéza: Slouží k ověřování pravdivosti či nepravdivosti dané teorie.
Vysvětlení: Objasnění vztahů mezi dvěma nebo více proměnnými na základě obecného zákona; prokázání, že vztah byl předvídatelný daným zákonem.

Hypotéza je testována pomocí explanandum a explanans. Explananty jsou obecné a specifické zákonitosti, kdežto explanandy jsou empirická data získaná výzkumem. Výsledkem tohoto procesu je vysvětlení empirických dat a ověření hypotéz. Empiristický nebo úzce induktivistický popisuje Carl Gustav Hempel jako:
1. pozorování a záznam všech skutečností
2. analýza a klasifikace těchto skutečností
3. indukční derivace obecných poznatků
4. další testování obecných poznatků

Problémem tohoto modelu je empirická pravdivost daných proměnných.
Na rozdíl od induktivního přístupu je deduktivní přístup v principu zaobírající se testováním hypotéz. Vychází vždy z nějaké konkrétní hypotézy. Induktivní přístup vychází z analýzy dat a hledání skrytých struktur, které vedou k formulování hypotéz. Problém je, že deduktivní přístup nebere v úvahu skryté struktury v datech a pouze je predikuje. A proto je na jeho konci třeba se vrátit k indukci a definování nových teorií, které opět začneme ověřovat na základě empirických dat. V ideálním případě výzkumu se dostaneme do jakéhosi cyklu, kdy indukci a dedukci v podstatě kombinujeme a oba dva postupy uplatněné dohromady jsou pro nás větším přínosem než spoléhání se pouze na jeden postup.

## Teorie středního dosahu
Termín Teorie středního dosahu (middle-range theory) byl představen sociologem Robertem R. Mertonem ke konci 40. let 20. století. Tato teorie byla reakcí na strukturální funkcionalismus Talcotta Parsonse (1948), která ve svém důsledku příliš vzdálila teorii od empirických dat. V sociologii byla terminologie teorie středního dosahu využitelná jak k tomu, aby teorii přiblížila empirickým datům, tak i k tomu, aby empirická data byla lépe využitelná pro tvorbu teorií.
V archeologii se tento pojem začal používat od 60. let, kdy Lewis R. Binford poukázal na to, že vztah mezi živým systémem (= dynamickou měnící se kulturou) a archaeologickým[zdroj?] (statickým, neměnným) kontextem není dosud teoretizován. Aplikace teorie středního dosahu v archeologii byla rozvinuta jako teorie formativních procesů, kterou se ponejvíce zabýval Michael B. Schiffer.
Formativními procesy prochází cokoliv opouštějící živou kulturu (Schiffer používá pojem systémový kontext) a přecházející do mrtvé kultury, tj. archeologického kontextu.

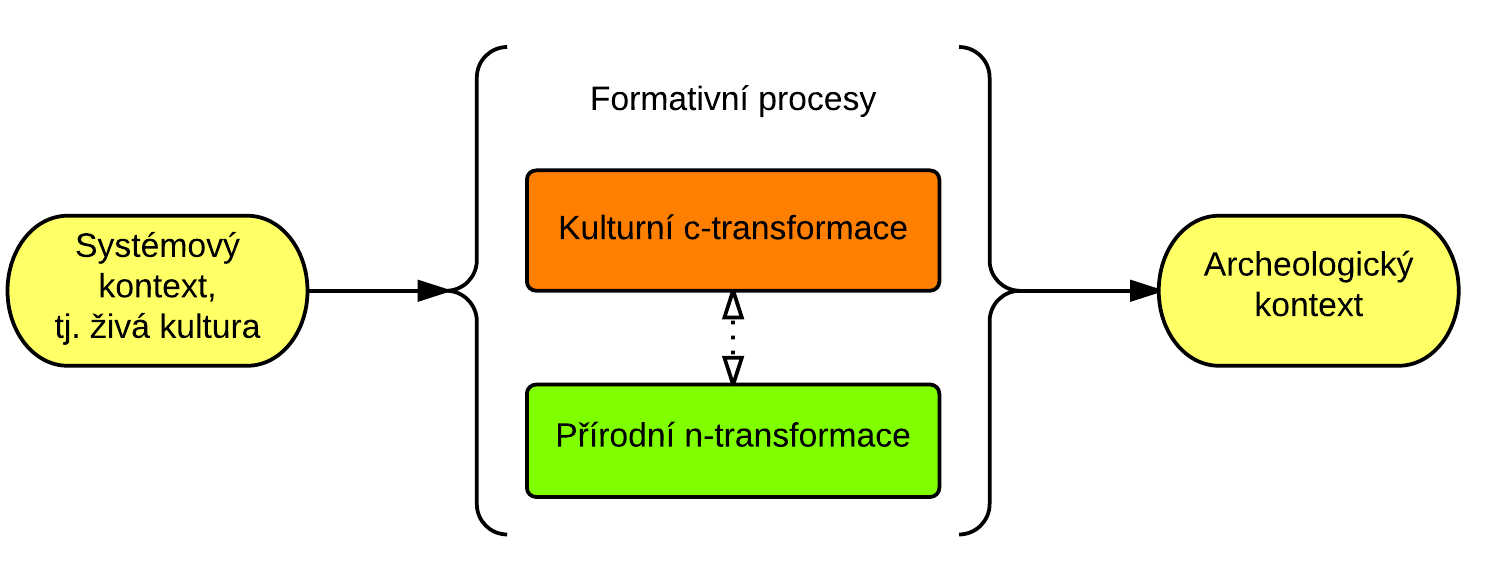
Vizualizace přechodu živé kultury v archeologický kontext za účasti formativních procesů (n- a c-transformací)

Tyto procesy lze v zásadě rozdělit do dvou druhů transformací, a to c-transformací a n-transformací.
C-transformace (culture transformations) jsou změny způsobené činností lidí, tj. jedná se o aktivní zacházení s předměty. Nejčastějším projevem kulturních transformací je zacházení s odpadem (z nedávných výzkumů např. tzv. Garbage project Williama J. Rathje)
N-transformace (nature transformations) lze charakterizovat jako změny nezpůsobené člověkem, ale přírodními procesy. Jedná se tedy o jevy jako eroze, sedimentace, klimatické změny, apod.
Teorie středního dosahu umožňuje postulovat zákonité n-transformace (využití přírod. věd), ovšem při c-transformacích je nutné postupovat jinak (převážně využití etnoarcheologie a analogií). Tento teoretický přístup vyžaduje interdisciplinaritu.
Problémem tohoto přístupu je, že archeologický pramen nemáme možnost pozorovat v systémovém kontextu, ale vždy musí dojít k interpretaci a rekonstrukci (= c- transformace ze strany archeologů) a to i v případě vztahu n-transformací ke c-transformacím.
Kritikou interdisciplinarity je, že přes nesporný význam zájmu o multioborovou spolupráci, jednostranně zatěžuje vznik archeologických teorií v nutnosti znát a zapojovat takto širokou škálu disciplín. Následný vznik velkého množství odnoží archeologie a jejich subdisciplín je v zásadě také důvodem odklánění mnohých badatelů od procesualismu.

## Analogie
Analogie obecně představuje způsob uvažování o obdobnosti objektů na základě některých jejich společných charakteristik. V archeologii úzko souvisí s etnoarcheologií, protože se uplatňuje zejména ve smyslu pozorování současných archaických společností s cílem pochopení minulých společností.
Procesuální přístup koncept analogie reinterpretuje a snaží se o vytvoření akademicky akceptovatelné solidní metodologie. Robert Ascher definuje dvě podmínky, které je třeba dodržet v obou kontextech, aby analogie mohla být použita: stejné přírodní prostředí a stejné technologie při adaptaci na toto prostředí.

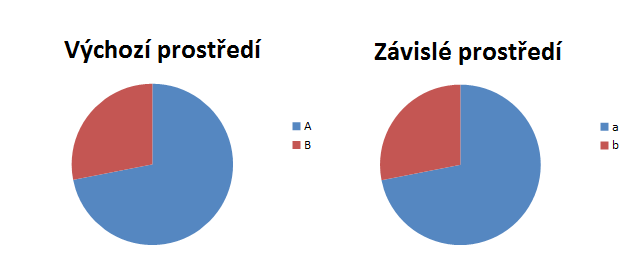
Grafické znázornění přenosu poznatků na základě analogie

Jeho koncept kritizuje Lewis R. Binford. Podle něj je v duchu logického pozitivismu nepřijatelný každý předpoklad, který nemůže být ověřen; a Ascherovo uvažování o "B" na základě "b" je takovým předpokladem. Binford však vidí východisko v jiné pozici analogie. Analogie je pro něj přijatelná, pokud bychom ji uplatnili na začátku procesu jako podklad pro počáteční hypotézu a otázky, které jsou následně jinými metodami zkoumány a ověřovány.
To vše vedlo v 60. letech k větší osobní angažovanosti archeologů v etnografických pozorováních, k vzniku etnoarcheologie jako samostatného odvětví archeologie s vlastní metodologií v rámci procesuálního teoretického rámce.
Příkladem etnoarcheologických studií je například výzkum Lewisa R. Binforda v prostředí inuitské společnosti Nunamiutů na Aljašce, nebo výzkum Iana Hoddera v prostředí kmene Baringo v Africe.

### Kritika
V relativně krátkém čase se strhla vlna kritiky a někteří autoři (např. Gould a Watson) zcela odmítli použití analogie z důvodu přílišné arbitrárnosti a nevědeckosti. Hlavní nedostatek viděli v tom, že takto definované použití analogie je projekcí přítomnosti do minulosti. Limitujeme tak své vidění minulosti, kterou jsme schopni vidět jen v intencích přítomnosti. Minulost ale mohla být diametrálně odlišná.
Alison Wylie se snaží nedostatky vyřešit použitím několika analogií zároveň, a to na různé oblasti pozorované v rámci jedné a téže kultury tak, že kombinace těchto analogií bude novým originálním obrazem minulé skutečnosti.

## Kulturní evoluce
Ve vnímání procesuální archeologie je lidská kultura systémem, který reaguje na svoje prostředí. Zpočátku opomínanou rovinou výzkumu procesualistů byla změna vnitřní společnosti, která se nedala vždy odvodit od vnějších přírodních činitelů. Tuto strukturní změnu, označovanou jako sociální evoluce, vnímali procesualisté jako postupný nárůst komplexity mezilidských vztahů, tedy narůst vztahů mezi jednotlivými částmi systému.
Aby bylo možné tento nárůst komplexity zkoumat, snažili se vědci zaobírající se tímto směrem, definovat fáze tohoto vývoje. Významnými členy tohoto teoretického myšlenkového proudu byli Elman Service a Morton Fried.
Na základě kulturně-antropologických a etnologických výzkumů a vzájemném porovnávání zkoumaných společností byli vyčleněny čtyři stupně společenského vývoje podle narůstající komplexity: tlupa, kmen, náčelnictví a stát.
Tlupu charakterizuje nižší počet členů, jejich vzájemná příbuznost, neusedlý způsob života a lov a sběr. Tlupa je nejvíce rovnostářský model společnosti.
Kmen se skládá obyčejně z několika stovek příslušníků, kteří svůj původ odvozují od společného předka. Kmeny se mohou živit polno-hospodářstvím i chovem a mohou tedy být kočovné i usedlé. V rámci kmene se projevují rozdíly ve společenském postavení jen dočasně – na základě schopností jednotlivce.
V náčelnictví může žít až několik tisíc jednotlivců a nejsou vázáni na jedno sídliště. Ekonomika je založena na přerozdělování. Pojivem jsou předci a postavení lidí v rámci společnosti odráží jejich vztah ke společným předkům – čím přímější potomci jsou (čím bližší je jejich linie původu k linii nejstarších potomků) – tím vyšší je jejich společenské postavení. Linie původu nemusí nutně odrážet skutečný stav; obyčejně je společný předek polomýtická postava a na základě zvyků se dědí přednostní postavení ve společnosti.
Stát je nejkomplexnějším typem společnosti a zahrnuje největší množství jedinců. Vztahy ve státě jsou založené na přístlušnotsi ke společenské třídě. Ekonomika státu je založená na polno-hospodářství a tržním obchodu. Moc ve státě se zakládá na právu, je tedy formalizována. Výkon moci zprostředkují úředníci, kteří mají taktéž zformalizované úlohy a společenské postavení.
Společenské vztahy byly zpočátku vyhodnocovány na základě dvojic protichůdných pojmů, jako egalitářství a stratifikace, rovnost a nerovnost, hierarchie a heterarchie, jednoduchost a komplexnost. Jak popisuje Chapman, pojmy v jednotlivých dvojicích představují spíše doplňující se než protichůdné aspekty společnosti, je tedy možno najít oba pojmy příslušící té které dvojici v libovolné společnosti; lišit se bude jejich míra.
Toto pozorování vedlo badatele k dalšímu, podrobnějšímu rozčlenění zavedených obecných kategorií. Například náčelnictví bylo rozdělené na jednoduché a komplexní. Členění jednotlivých kategorií vycházelo z předpokladu, že tzv. zákon nutné varianty se dá aplikovat na lidské kultury. Toto pravidlo hovoří, že čím více je úrovní hierarchie částí systému (v tomto případě určité lidské kultury), tím větší je varianta jejich prvků v rámci jedné úrovně a naopak. Další výzkumy, například indiánského střediska Cahokia, však ukázaly, že ani taková úroveň členění nestačí.
Kritické hlasy vůči tomuto směru teoretického uvažování zdůrazňují, že vybrané etnoarcheologické příklady předpokládají – pokud vezmeme v úvahu, že jediný způsob společenského vývoje je vývoj k vyšší komplexitě – že skupiny vzaté za příklad s nižším stupněm společenské složitosti, se vyvíjely pomaleji a jsou tedy na nižší úrovni, než složitější společnosti, především západní. Takový pohled je v dnešní době neetický. Druhou podstatnou námitkou je, že bez ohledu na to, jak podrobně členíme jednotlivé typy společenské organizace, nedostáváme se v argumentaci dále a zůstáváme jen při jiném označování. Výzkum společenské změny tak postrádá vysvětlení právě toho, co si předsevzal vyřešit – změnu jednoho stavu společnosti na druhý.

## Příklad využití procesuální archeologie v praxi
Příkladem propojení jednotlivých vědních oborů a následné využití může být například spojení etnoarcheologie a statistiky. Lewis Robert Binford s pomocí těchto dvou vědeckých metod zkoumal opuštěné osady a místa, na kterých dlouhodobě žili lidé v Mladém paleolitu. Konkrétně se jednalo o místa, která obývali lovci a sběrači z kmene Inuitů právě v tomto období. Pomocí nalezených předmětů či pozůstatků obydlí se snažil přijít na důkaz, že tito lovci opakují určité vzorce a postupy např. při výrobě obydlí či jiných nástrojů, které se objevují i na jiných místech, která obývali lovci a sběrači v Mladém paleolitu.